# آنا لیونوونز
آنا لیونوونز (انگلیسی: Anna Leonowens؛ زاده ۵ نوامبر ۱۸۳۱ – درگذشته ۱۹ ژانویهٔ ۱۹۱۵) یک آموزگار اهل کانادا بود.